# Франсуа де Бурбон-Конти
Франсуа де Бурбон, принц де Конти (фр. François de Bourbon, prince de Conti; 19 августа 1558, Ла-Ферте-су-Жуар — 3 августа 1614, Париж) — второй сын 1-го принца Конде от брака с племянницей адмирала Колиньи. При разделе отцовских владений ему досталась сеньория Конти под Амьеном. Благодаря браку с Жанной де Коэм он также унаследовал Боннетабль в области Мэн.

## Биография
Вскоре после Варфоломеевской ночи вместе с младшим братом (графом Суассонским) и мачехой (мадам де Лонгвиль) оставил кальвинистское вероисповедание. Он не принимал участия в Религиозных войнах и тихо жил при дворе Генриха III, который дал ему титул принца Конти.
Вслед за смертью короля Гизы хотели возвести этого хромого заику на престол, надеясь сделать его послушным орудием в своих руках. Принц де Конти, однако, твёрдо поддержал своего кузена, Генриха Наваррского. После его коронации стал вторым принцем крови после своего племянника, принца де Конде.
В 1605 году король велел овдовевшему к тому времени принцу Конти взять в жёны Луизу Маргариту, дочь знаменитого Генриха де Гиза. Супруги вместе чеканили монету в Шато-Рено. Их единственная дочь умерла в возрасте 3 месяцев. Из детей принца де Конти его пережил только внебрачный сын — аббат де Грамон.